# Heurística
L'heurística és una forma de treball per resoldre problemes, aprendre, o fer descobriments que utilitza mètodes pràctics que no garanteixen una solució òptima o perfecta, però que són suficients per als objectius immediats. D'aquesta manera es poden aconseguir resultats acceptables en un temps més curt. És en aquest sentit que els mètodes heurístics es poden considerar dreceres simplificadores. Són exemples d'aquests mètodes les estimacions fonamentades, les aproximacions, les opinions intuïtives, el sentit comú, o la categorització.
La capacitat heurística és un tret característic dels humans. Des d'aquest punt de vista, pot descriure's com l'art i la ciència del descobriment i de la invenció o de resoldre problemes per mitjà de la creativitat i el pensament lateral o pensament divergent.

## Etimologia
L'etimologia d'"heurística" és la mateixa que la de la paraula eureka!, l'exclamació que hom atribueix a Arquimedes en un episodi tan famós com apòcrif. Prové en origen de l'antic grec εὑρίσκω (heurískō) 'trobo, descobreixo'. Però el seu ús, en el sentit modern, deriva de l'alemany heuristisch, al seu torn derivat del Neollatí heuristicus.
La paraula "heurística" apareix en més d'una categoria gramatical. Quan s'usa com a substantiu identifica l'art o la ciència del descobriment: una disciplina susceptible de ser investigada formalment. Quan apareix com a adjectiu es refereix a coses més concretes, com ara estratègies heurístiques, regles heurístiques o sil·logismes i conclusions heurístiques. És evident que aquests dos usos estan íntimament relacionats, ja que l'heurística usualment proposa estratègies heurístiques que guien el descobriment.

## Matemàtica
En la matemàtica, l'heurística existeix des de la Grècia antiga. Tanmateix, la formalització i l'alt grau de rigor en matemàtica li ha restat importància a l'estudi del descobriment, considerant-lo més aviat d'interés per a la psicologia. Tot i existir el camp de la teoria de la demostració, aquest no té res a veure a trobar patrons de demostració o regles per a trobar les demostracions dels teoremes.
La popularització del concepte es deu al matemàtic George Pólya, qui el va emprar al seu llibre Com resoldre-ho (How to solve it). Havent estudiat un munt de demostracions matemàtiques des de la seua joventut, volia saber com els matemàtics hi arriben. El llibre conté la classe de receptes heurístiques que tractava d'ensenyar als seus alumnes de matemàtiques. Quatre exemples, extrets d'aquest text, il·lustren el concepte potser millor que no una definició:
- Si no aconsegueixes entendre un problema, dibuixa un esquema.
- Si no trobes la solució, fes com si ja la tingueres i mira a veure què en pots deduir (raonant cap enrere).
- Si el problema és abstracte, prova d'examinar un exemple concret.
- Intenta abordar primer un problema més general (és la "paradoxa de l'inventor": el propòsit més ambiciós és el que té més possibilitats d'èxit).

## Psicologia
En psicologia, l'heurística es relaciona amb la creativitat i s'ha proposat que siga aquella regla senzilla i eficient per a orientar la presa de decisions i per a explicar en un pla pràctic com les persones arriben a un judici o solucionen un problema. Usualment, una heurística opera quan un problema és complex o el problema porta informació incompleta. En general, una heurística pot considerar-se com una drecera en els processos mentals actius i, per tant, és una mesura que estalvia o conserva recursos mentals. Les heurístiques funcionen efectivament en la majoria de les circumstàncies, però, això no obstant, també poden conduir a errors sistemàtics en la presa de decisions o en el desenvolupament de judicis. La ideació de solucions heurístiques sovint arrenca d'un raonament per la pura analogia.
Un exemple d'un drecera mental és l'ús d'un estereotip. Quan es jutja un individu basant-se en l'estereotip d'un grup al qual pertany, l'ús de l'estereotips pot resultar un error, ja que l'individu pot ser més o menys representatiu de l'estereotip.

## Altres accepcions
- Una teoria científica té un alt valor heurístic si és capaç de generar noves idees o induir noves invencions. Per a això, sense ser irrellevant, no és imprescindible que la teoria siga certa.

- Parafrasejant Sartre, mercès a la seua capacitat heurística, malgrat les predeterminacions genètiques i altres condicionaments, és probable que l'ésser humà (valga l'aparent paradoxa de la frase) estiga condemnat a ser lliure de les limitacions que el mitjà li imposa.